# ريكينغ بول
«ريكينغ بول» (بالإنجليزية: Wrecking Ball)‏؛ وتعني بالعربية «كرة التحطيم»، هي أغنية سجّلتها المغنية الأمريكية مايلي سايرس لألبومها الرابع بانغرز (بالإنجليزية: Bangerz)‏ (2013)، صدرت الأغنية في 25 أغسطس 2013 بواسطة تسجيلات آر سي إيه كأغنية الألبوم الثانية. الأغنية من إنتاج دكتور لوك وسيركوت، اللذان كتبا الأغنية أيضًا بجانب موزيلا وستيفان موشيو وساشا سكاربيك. «ريكينغ بول» هي أغنية بالاد شعبية تناقش بطريقة غنائية تدهور العلاقات.
ظهرت أغنية ريكينغ بول في المركز 50 على بيلبورد هوت 100، وأصبحت لاحقًا أغنية رقم واحد لمايلي سايرس على المخططات بعد إصدار الفيديو الموسيقي المثير للجدل؛ حيث وصلت الأغنية بموقع ذرروتها خلال الأسبوع التالي. بعد تسعة أسابيع، عادت الأغنية إلى المركز الأول، وبالتالي كان لديها أكبر فجوة بين الجلسات الأولى في تاريخ بيلبورد هوت 100 في إطار مخطط واحد. حتى يناير 2014، باعت ريكينغ بول ثلاثة ملايين نسخة في الولايات المتحدة. خارج الولايات المتحدة، تصدرت الأغنية المخططات في كندا والمجر وإسرائيل ولبنان وإسبانيا والمملكة المتحدة، وبلغت ذروتها ضمن المراكز العشرة الأولى في المخططات في معظم أنحاء أوروبا وأوقيانوسيا. أصبحت الأغنية الوحيدة لمايلي سايرس التي كسرت حاجز بيلبورد نهاية العقد، حيث كانت في المرتبة 99.

## التأليف
ريكينغ بول هي أغنية شعبية؛  وفقًا للموسيقى النوتية المنشورة على ميوزيك نوتس دوت كوم (بالإنجليزية: Musicnotes.com)‏ بواسطة شركة كولبات لنشر الموسيقى (بالإنجليزية: Kobalt Music Publishing America)‏، تم تشكيل الأغنية في وقت مشترك بإيقاع 60 نبضة في الدقيقة. المسار مكتوب في مسار ري صغير ويتبع تسلسل تآلفي Dm-F-C-Gm، لكن الجوقة في فا كبير. تمتد أصوات سيروس من النغمة المنخفضة من F3 إلى B♭4. أشارت مريم كولمان من رولينغ ستون إلى أن الأغنية تبدأ بأداة بسيطة وتركز على «الأصوات المنكوبة» لسيروس، ووصفتها أيضًا بأنها «نقطة مقابلة محطمة القلب» إلى «لا نستطيع التوقف».

## الاستوديوهات والطاقم
الاستوديوهات والطاقم مقتبسة من ملاحظات بانغرز وتيدال.
- تم هندسة الأغنية في كونواي ريكوردينغ ستوديوز (بالإنجليزية: Conway Recording Studios)‏ (هوليوود، كاليفورنيا)؛ ولوكس إن ذا بو (بالإنجليزية: Luke's In the Boo)‏ (ماليبو، كاليفورنيا)؛ واستوديو مونستر أيلاند (بالإنجليزية: Monster Island)‏ (مدينة نيويورك، نيويورك)؛ وميزون دي موزيك (بالفرنسية: Maison de Musique)‏ (تورند، كاليفوتو، كندا)؛ واستوديوهات هارموني (ويست هوليورنيا)؛ واستوديوهات كابيتول (هوليوود، كاليفورنيا).
- تم خلط الأغنية في استوديوهات مكستار (بالإنجليزية: MixStar)‏ (فيرجينيا بيتش، فيرجينيا)

### طاقم العمل
- تشارلي بيسبيرات - كمان
- مايك كافري - الهندسة
- ديفيد ريتشارد كامبل - أوتار
- ستيف تشيرشيارد - هندسة (أوتار)
- سيركوت - كاتب الأغنية، منتج، برمجة، آلات
- كيفن كونولي - كمان
- مايلي سايرس - الغناء الرئيسي
- دكتور لوك - كاتب الأغنية، منتج، برمجة، آلات
- أندرو داكلز - فيولا
- إريك إيلاندز - مساعد
- سيربان غنيا - خلط الأصوات
- كلينت جيبس - الهندسة
- جون هانس - هندسة الخلط
- سفين هيدينجا - الهندسة
- سوزي كاتاياما - تشيلو
- ديفيد كيم - مؤلف الأغنية[7]
- سونجا لي - كمان
- دارين ماكان - فيولا
- موزيلا - مؤلف الأغنية
- ستيفان موتشيو - بيانو
- جريس أوه - كمان
- جويل بارجمان - كمان
- أليسا بارك - كمان
- سارة باركنز - كمان
- راشيل بيندلين - مساعد
- ستيف ريتشاردز - التشيلو
- إيرين ريختر - منسق إنتاج
- ساشا سكاربيك - مؤلف الأغنية
- رودي شتاين - التشيلو
- جون فيتنبرغ - كمان
- ستيفن وولف - طبول

## المخططات
| المخطط (2013–14)                                     | ذروة المركز |
| ---------------------------------------------------- | ----------- |
| Australia (ARIA)                                     | 2           |
| Austria (أو3 النمسا توب 40)                          | 2           |
| Belgium (أولتراتوب Flanders)                         | 4           |
| Belgium (أولتراتوب Wallonia)                         | 5           |
| Brazil (Billboard Brasil Hot 100)                    | 4           |
| Brazil Hot Pop Songs                                 | 1           |
| Canada (كاناديان هوت 100)                            | 1           |
| Czech Republic (الاتحاد الدولي للصناعة الفونوغرافية) | 2           |
| 34                                                   |             |
| Denmark (تراكليسن)                                   | 4           |
| Finland (Suomen virallinen lista)                    | 9           |
| France (سنديكا ناسيونال دي ليديسيون فونوغرافيك)      | 2           |
| Greece Digital Songs (Billboard)                     | 2           |
| Germany (Media Control AG)                           | 6           |
| Hungary (Rádiós Top 40)                              | 13          |
| Hungary (Single Top 10)                              | 1           |
| Ireland (IRMA)                                       | 2           |
| 1                                                    |             |
| Italy (فيديرازيوني إندستريا ميوزيكالي إيتاليانا)     | 3           |
| Lebanon (لائحة أفضل 20 أغنية في لبنان)               | 1           |
| 3                                                    |             |
| Netherlands (دتش توب 40)                             | 11          |
| Netherlands (Mega Single Top 100)                    | 13          |
| Mexico Ingles Airplay (بيلبورد)                      | 1           |
| New Zealand (RIANZ)                                  | 2           |
| Norway (في جي ليستا)                                 | 2           |
| 4                                                    |             |
| 4                                                    |             |
| Romania (Airplay 100)                                | 38          |
| Scotland (شركة الجداول الرسمية)                      | 1           |
| Slovakia (الاتحاد الدولي للصناعة الفونوغرافية)       | 10          |
| Slovenia (SloTop50)                                  | 5           |
| 2                                                    |             |
| Spain (برودوكوتوريس دي ميوزيكا دي إسبانيا)           | 1           |
| Sweden (سويرجتوبليستان)                              | 3           |
| Switzerland (Media Control AG)                       | 5           |
| UK Singles (The Official Charts Company)             | 1           |
| US Billboard Hot 100                                 | 1           |
| US Adult Contemporary ‏ (Billboard)                   | 15          |
| US Adult Pop Songs ‏ (Billboard)                      | 7           |
| US أغاني أندية الرقص (Billboard)                     | 15          |
| US Pop Songs (Billboard)                             | 1           |
| 16                                                   |             |
| Venezuela Pop Rock General (Record Report)           | 22          |

| مخطط (2013)                                                  | المركز |
| ------------------------------------------------------------ | ------ |
| أستراليا (ARIA)                                              | 22     |
| النمسا (أو3 النمسا توب 40)                                   | 35     |
| بلجيكا (أولتراتوب Flanders)                                  | 36     |
| بلجيكا (أولتراتوب Wallonia)                                  | 59     |
| كندا (كاناديان هوت 100)                                      | 33     |
| الدنمارك (تراكليسن)                                          | 50     |
| فرنسا (الاتحاد الوطني للنشر الفونوغرافي)                     | 35     |
| ألمانيا (جي إف كاي إنترتاينمنت تشارتس)                       | 47     |
| إيطاليا (اتحاد صناعة الموسيقى الإيطالية)                     | 38     |
| هولندا (دتش توب 40)                                          | 47     |
| هولندا (Mega Single Top 100)                                 | 34     |
| نيوزيلاندا (ريكورديد ميوزك إن زيت)                           | 32     |
| سلوفينيا (SloTop50)                                          | 36     |
| إسبانيا (برودوكوتوريس دي ميوزيكا دي إسبانيا)                 | 33     |
| السويد (سويرجتوبليستان)                                      | 31     |
| سويسرا (هيت باراد سويسرا)                                    | 49     |
| الأسطوانة المنفردة في المملكة المتحدة (شركة الجداول الرسمية) | 41     |
| US بيلبورد هوت 100                                           | 18     |
| الولايات المتحدة Mainstream Top 40 (بيلبورد)                 | 48     |
| مخطط (2014)                                                  | المركز |
| بلجيكا (أولتراتوب Wallonia)                                  | 74     |
| كندا (كاناديان هوت 100)                                      | 62     |
| فرنسا (الاتحاد الوطني للنشر الفونوغرافي)                     | 95     |
| إيطاليا (اتحاد صناعة الموسيقى الإيطالية)                     | 73     |
| سلوفينيا (SloTop50)                                          | 45     |
| الولايات المتحدة بيلبورد هوت 100                             | 44     |
| الولايات المتحدة موسيقى معاصرة للبالغين ‏ (بيلبورد)           | 46     |
| مخطط (2019)                                                  | المركز |
| البرتغال (AFP)                                               | 2688   |

| مخطط (2010-2019)                     | المركز |
| ------------------------------------ | ------ |
| لوحة الإعلانات الأمريكية الساخنة 100 | 99     |

## تاريخ الإصدار
| الدولة           | التاريخ        | الصيغة                | الملصق       | مرجع   |
| ---------------- | -------------- | --------------------- | ------------ | ------ |
| الولايات المتحدة | 25 أغسطس 2013  | تحميل رقمي            | آر سي إيه    | [ 72 ] |
| إيطاليا          | 13 سبتمبر 2013 | الراديو المعاصر       | سوني للترفيه | [ 73 ] |
| الولايات المتحدة | 16 سبتمبر 2013 | هوت أدولت كونتيمبورري | آر سي إيه    | [ 74 ] |
| الولايات المتحدة | 17 سبتمبر 2013 | الراديو المعاصر       | آر سي إيه    | [ 75 ] |
| المملكة المتحدة  | 6 أكتوبر 2013  | تحميل الرقمي          | آر سي إيه    | [ 76 ] |
| ألمانيا          | 18 أكتوبر 2013 | أسطوانة منفردة        | سوني للترفيه | [ 77 ] |